# Thực vật ra quả nhiều lần

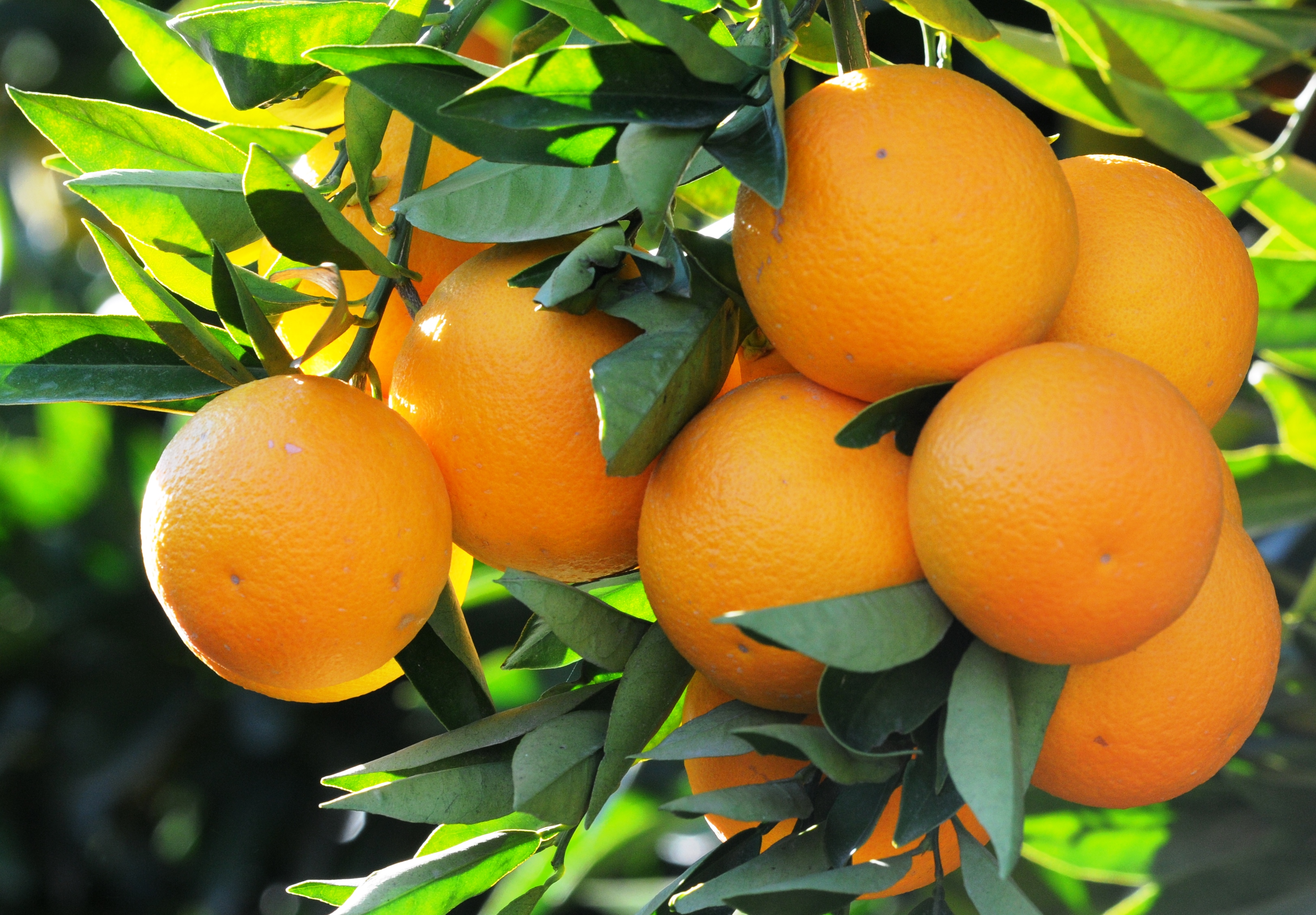
Cây cam và các loài trong chi Citrus là những thực vật ra quả nhiều lần

Thực vật ra quả nhiều lần, còn gọi là thực vật đa kỳ quả là những cây ra hoa và kết hạt nhiều lần trước khi chết. Thực vật ra quả nhiều lần có thể sinh sản nhiều lần vì một số phần mô phân sinh của nó có thể duy trì trạng thái sinh dưỡng theo một cách nào đó để có thể sinh sản trở lại. Kiểu sinh sản này dường như phù hợp nhất với những cây an toàn tương đối trong môi trường của chúng vì chúng sinh sản liên tục.

## Đặc điểm sinh lý
Nói chung, liên quan đến quan điểm tiến hóa, thực vật sẽ hy sinh khả năng của chúng ở một khía cạnh nào đó để cải thiện khía cạnh khác, vì vậy đối với những thực vật ra quả nhiều lần có thể ít tập trung hơn vào sự sinh trưởng của mình. Do đó, có thể nói rằng xu hướng ra hoa chống lại xu hướng sinh dưỡng, thậm chí ở nhiều loài khi ra hoa xong thì cây cũng chết (thực vật ra quả một lần). Tuy nhiên, những khía cạnh này có thể không nhất thiết phải tương quan trực tiếp và một số thực vật, đáng chú ý là các loài xâm lấn không tuân theo xu hướng chung này và thực sự cho thấy tuổi thọ khá dài với khả năng sinh sản thường xuyên. Sự cân bằng giữa sinh trưởng và sinh sản chiếm một tầm quan trọng nhất định, vì một nghiên cứu đã ghi nhận làm thế nào mà các loài thực vật có tuổi thọ rất ngắn cũng như các loài thực vật có tuổi thọ rất dài và ít thành công trong sinh sản lại không được tìm thấy trong bất kỳ trong số gần 400 loài được đưa vào nghiên cứu.
Người ta đã ghi nhận rằng thực vật ra quả nhiều lần có ít năng lượng để sinh sản hơn so với thực vật ra quả một lần trong suốt vòng đời của chúng. Ngoài ra, khi tuổi thọ của nó tăng lên, cây cũng phải chịu nhiều bất tiện hơn do đó nó sẽ tập trung nhiều hơn vào việc thích nghi, dẫn đến cây có thể tiêu tốn ít năng lượng hơn để sinh sản. Một xu hướng đã được chú ý trong một số nghiên cứu là vòng đời càng ngắn nói chung ảnh hưởng đến việc thực vật càng tiêu tốn năng lượng cho việc sinh sản nhanh. Tuy nhiên, các chiến lược sinh sản nhiều lần phụ thuộc vào từng loài thực vật khác nhau và các loài thực vật ra quả nhiều lần khác nhau sử dụng năng lượng cho quá trình sinh sản khác nhau. Những chiến lược này không cụ thể và cũng có thể bị ảnh hưởng bởi các yếu tố môi trường ngẫu nhiên hoặc các chức năng khác của chính cơ thể thực vật.
Sự cạnh tranh cũng ảnh hưởng đến cách thực vật ra quả nhiều lần chọn cách sinh sản. Mặc dù bản thân sự cạnh tranh có thể không gây ảnh hưởng, nhưng thực vật vẫn có thể gặp nguy hiểm do bệnh tật, thiếu dinh dưỡng... Khi thực vật ra quả nhiều lần đối mặt với sự cạnh tranh, chúng có thể phản ứng bằng nhiều cách, chẳng hạn như tập trung nhiều vào tăng trưởng hơn là sinh sản để vượt qua sự cạnh tranh và sinh sản thành công, hoặc nếu nếu sự cạnh tranh loại trừ quá lớn thì thực vật tập trung nhiều hơn vào sinh sản, dù điều này sẽ ảnh hưởng đến sự phát triển của chúng. Nghiên cứu này báo cáo rằng nhìn chung, khi bị áp lực, thực vật ra quả nhiều lần dường như tăng cường sinh sản, điều này có thể giúp chúng chống lại sự cạnh tranh.
Tổng quát, cây thân thảo sẽ chọn tập trung vào sinh sản trong khi cây thân gỗ thường sẽ sinh trưởng vì cây thân gỗ thường có khả năng chịu đựng cũng như sống lâu hơn cây thân thảo.